# Thomas Croft
Thomas Croft (16 de julio de 1970) es un deportista danés que compitió en remo. Ganó cinco medallas en el Campeonato Mundial de Remo entre los años 1992 y 2001.

## Palmarés internacional
| Campeonato Mundial | Campeonato Mundial            | Campeonato Mundial | Campeonato Mundial      |
| Año                | Lugar                         | Medalla            | Prueba                  |
| ------------------ | ----------------------------- | ------------------ | ----------------------- |
| 1992               | Montreal (Canadá)             | Medalla de oro     | Ocho con timonel ligero |
| 1994               | Indianápolis (Estados Unidos) | Medalla de plata   | Ocho con timonel ligero |
| 1995               | Tampere (Finlandia)           | Medalla de oro     | Ocho con timonel ligero |
| 1996               | Motherwell (Reino Unido)      | Medalla de plata   | Ocho con timonel ligero |
| 2001               | Lucerna (Suiza)               | Medalla de plata   | Ocho con timonel ligero |